# Arnaud Boudie
Pas d'image ? Cliquez ici

a Compétitions nationales et continentales officielles uniquement.

Dernière mise à jour le 13 février 2023.
Arnaud Boudie, né le 8 mai 1972 à Brive, est un ancien joueur français de rugby à XV, son poste de prédilection était pilier.

## Biographie
Arnaud Boudie fait partie de l'équipe briviste qui échoue en finale du Championnat de France en 1996.

## Carrière de joueur

### Clubs successifs
- 1992-1998 : CA Brive
- 1998-1999 : USA Limoges

## Palmarès

### En club
- Vice-champion de France en 1996 avec le CA Brive.